# De Otter

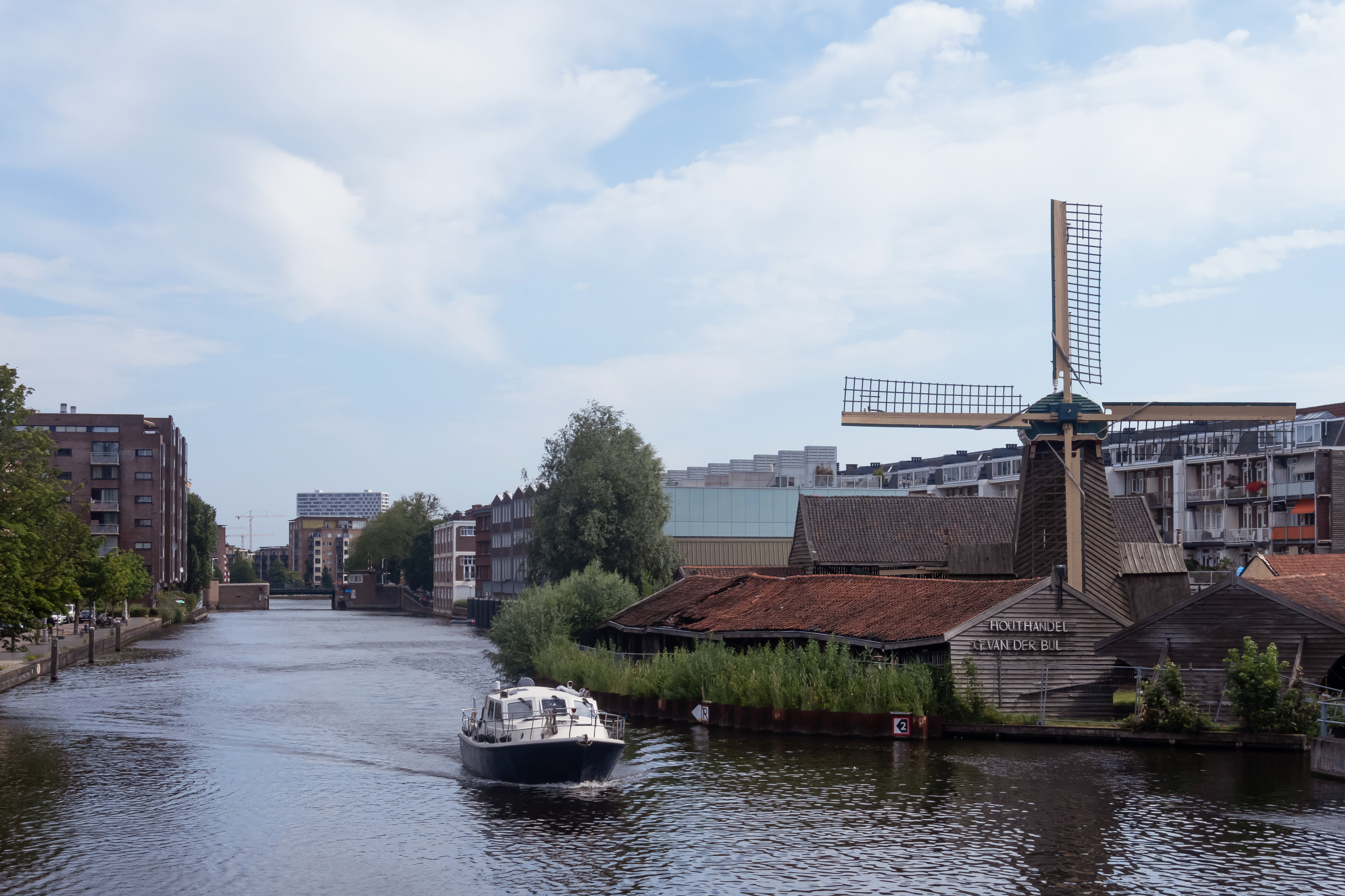
Le moulin De Otter

De Otter est le nom d'un moulin à bois d'Amsterdam situé dans le quartier de Westerpark à l'ouest de la ville. C'est le dernier moulin d'un groupe de moulins à bois construits entre le XVIIe siècle et la fin du XIXe siècle à l'ouest du Singelgracht, qui à l'époque formait la limite de la ville. Le moulin De Otter, construit en 1631, est le plus ancien moulin du type Paltrokmolen, dont seuls cinq exemplaires subsistent aux Pays-Bas. Les quatre autres exemplaires sont situés à Haarlem (De Eenhoorn), Zaandam (De Held Jozua), Zaanse Schans (Gekroonde Poelenburg) et Arnhem (Mijn Genoegen).
À l'époque de sa construction, ce moulin était idéalement situé : il bénéficiait de beaucoup de vent à l'extérieur ouest de la ville et était à proximité des voies d'acheminement du bois. Son existence était menacée par l'urbanisation et la construction de grands bâtiments à proximité, lui coupant littéralement le vent. Malgré sa restauration récente en 1996, il était prévu de le déplacer à Uitgeest mais l'arrondissement de Westerpark a refusé de donner son accord. L'affaire a donc été portée devant les tribunaux. La décision fut rendue le 23 août 2006, déclarant que le moulin devait rester à Amsterdam. Le meunier, Paul Rijkers, a alors quitté le moulin qui est immobile depuis lors.